# Дайер, Дэнни
Дэ́нни Да́йер (англ. Danny Dyer; род. 24 июля 1977 года, Лондон, Великобритания) — британский актёр.

## Биография
Дэниел Джон Дайер родился 24 июля 1977 года в районе Кэннинг-Тауне (Ист-Энд, Лондон) в семье Энтони и Кристин Дайеров.
В 14 лет Дайер был замечен агентом по подбору актёров, который пригласил его сниматься в сериале «Главный подозреваемый» для одного из британских телеканалов.
Удачный стартап открыл дорогу для съёмок в нескольких телевизионных сериалах разной степени популярности.
В 1999 году Дэнни Дайер снялся в своём первом кинофильме «В отрыв!».
С 2002 - 2004 год озвучил Кента Пола в серии компьютерных игр «Grand Theft Auto: Vice City, Grand Theft Auto: San Andreas».
Будучи большим поклонником футбола, Дэнни с детства болел за «Вест Хэм Юнайтед». Своеобразный имидж «своего» паренька, эдакого футбольного хулигана, сослужил Дэнни добрую службу при съёмках документальных телесериалов «Подлинные фабрики футбола» (The Real Football Factories) и «Подлинные международные футбольные фабрики» (The Real Football Factories International), где он выступил интервьюером и частично сценаристом.
Между съёмками в кино и на телевидении Дэнни Дайер выступает на театральных подмостках.

## Фильмография
- 2024 — Соперники (Rivals), роль: Фредди Джонс
- 2016 — Восторг (The Rapture), роль: Wraith
- 2015 — Убийца (Assassin), роль: Jamie
- 2014 — В ритме сердца (In a Heartbeat), роль: Philip
- 2013 — Фабрика футбольных хулиганов (The Hooligan Factory), роль: Jeff
- 2013 — Вендетта (Vendetta), роль: Jimmy Vickers
- 2013 — Плебеи (Plebs) (с), роль: Cassius
- 2012 — Муж двух жен (Run for Your Wife), роль: John Smith
- 2011 — Фрираннер (Freerunner), роль: Mr. Frank
- 2011 — Эпоха героев (Age of Heroes), роль: Rains
- 2010 — Последние семь (The Last Seven), роль: Angel of Death
- 2010 — Мертвый свидетель / Мрачная тень (Dead Cert), роль: Roger Kipling
- 2010 — Дьявольские игры (Devil’s playground), роль: Joe
- 2009 — Наперегонки со смертью (Dead Man Running), роль: Bing
- 2009 — Попали! (Doghouse), роль: Neil
- 2009 — Малиса в стране чудес (Malice In Wonderland), роль: Whitney
- 2009 — Городские крысы (City Rats), роль: Pete
- 2008 — Шпана 2 (Adulthood), роль: Hayden
- 2007 — Молокососы (телесериал) (Skins) (с), роль: Malcolm
- 2007 — Все вместе (The All Together), роль: Dennis Earle
- 2007 — Желание мести / Напрямую (Straightheads), роль: Adam
- 2007 — Вне закона / Территория вне закона (Outlaw), роль: Gene Dekker
- 2006 — Изоляция / Корпоративка (Severance), роль: Steve
- 2006 — Вся жизнь — игра (All in the Game), роль: Martin
- 2006 — Вторая половина (The Other Half), роль: Mark Lamanuzzi
- 2005 — Бизнес / Конкретный бизнес (The Business), роль: Frankie
- 2005 — Великий экстаз Роберта Кармайкла (The Great Ecstasy of Robert Carmichael), роль: Larry Haydn
- 2004 — Свобода слова (Free Speech), роль: Mark
- 2004 — Фабрика футбола (The Football Factory), роль: Tommy Johnson
- 2003 — Оса (Wasp), роль: Dave
- 2003 — Второе поколение (Second Generation), роль: Jack
- 2003—2005 — Отдел по расследованию убийств (M.I.T.: Murder Investigation Team) (с), роль: Marc Sharaff
- 2002—2007 — Война Фойла (Foyle’s War) (с), роль: Tony Lucciano
- 2002 — (Dead Casual), роль: Wayne
- 2001 — (Fallen Dreams)
- 2001 — Гарри на борту? (Is Harry on the Boat?), роль: Brad
- 2001 — Костолом (Mean Machine), роль: Billy the Limpet
- 2001 — Ограбление по-английски (High Heels and Low Lifes), роль: Danny
- 2001 — До свидания, Чарли Брайт (Goodbye Charlie Bright), роль: Francis
- 2000 — Зелёные пальцы (Greenfingers), роль: Tony
- 2000 — Парень из Борстальской тюрьмы (Borstal Boy), роль: Charlie Milwall
- 1999 — В июле 1916: Битва на Сомме (The Trench), роль: Lance Cpl. Victor Dell
- 1999 — В отрыв! (Human Traffic), роль: Moff
- 1996 — (Heartstones)
- 1995 — (Loving), роль: Bert
- 1995 — Влюблённые (Loved Up), роль: Billy
- 1993 — Главный подозреваемый 3 (Prime Suspect 3) (с), роль: Martin Fletcher
- 1991 — Главный подозреваемый (телесериал) (Prime Suspect) (с)
- 1992—2007 — Детектив Джек Фрост (A Touch of Frost) (с), роль: Shaun Everett
- 1992—1998 — Горец (телесериал) (Highlander) (с), роль: Andrew Baines
- 1984—2007 — Чисто английское убийство (The Bill) (с), роль: Gavin